# Агриппа Менений Ланат (консул 439 года до н. э.)
Агриппа Менений Ланат (лат. Agrippa Menenius Lanatus; V век до н. э.) — римский политический деятель, консул 439 года до н. э. Возможно, он же занимал должность военного трибуна с консульской властью в 419 и 417 годах до н. э.
Ланат принадлежал к патрицианскому роду Менениев. В 442 году до н. э. он был в числе триумвиров, которым сенат поручил организовать новую колонию в Ардее, в 439 году до н. э. занимал должность консула вместе с Титом Квинкцием Капитолином Барбатом. По данным античных авторов, войны при этих магистратах не велись; единственным важным событием стала расправа над обвинённым в стремлении к царской власти Спурием Мелием, для которой назначался диктатор.
В 419 и 417 годах до н. э. Агриппа Менений Ланат (возможно, одно лицо с консулом 439 года) входил в состав коллегии из четырёх военных трибунов с консульской властью. В первый раз его коллегами были Публий Лукреций Триципитин, Спурий Навтий Рутил и Гай Сервилий Аксилла; во второй раз — снова Публий Лукреций и Гай Сервилий, а также Спурий Рутилий Красс. Оба года, по словам Тита Ливия, оказались мирными.
Капитолийские фасты называют преномен отца Ланата-трибуна — Тит. Речь явно идёт о Тите Менении Ланате, консуле 452 года до н. э.